# Hülstert
Hülstert ist ein Ortsteil der Gemeinde Morsbach (Regierungsbezirk Köln) im Oberbergischen Kreis im südlichen Nordrhein-Westfalen.

## Lage und Beschreibung
In ländlicher, waldreicher Umgebung liegt Hülstert am südlichsten Zipfel des Oberbergischen Kreises.  Die Stadt Gummersbach ist 38 km, Siegen 35 km und Köln 75 km entfernt. Direkt nordöstlich des Ortes kreuzen sich die Landesstraßen 324 und 336.
Benachbarte Orte sind Überasbach im Norden, Lichtenberg im Nordosten, Böcklingen im Südosten und Geiningen (Stadt Waldbröl) im Westen.

## Geschichte
1573 wurde der Ort das erste Mal urkundlich erwähnt, die Rede war von einem „Schlagh (=Schlagbaum) auf Hülzart“.